# Elias Brenner

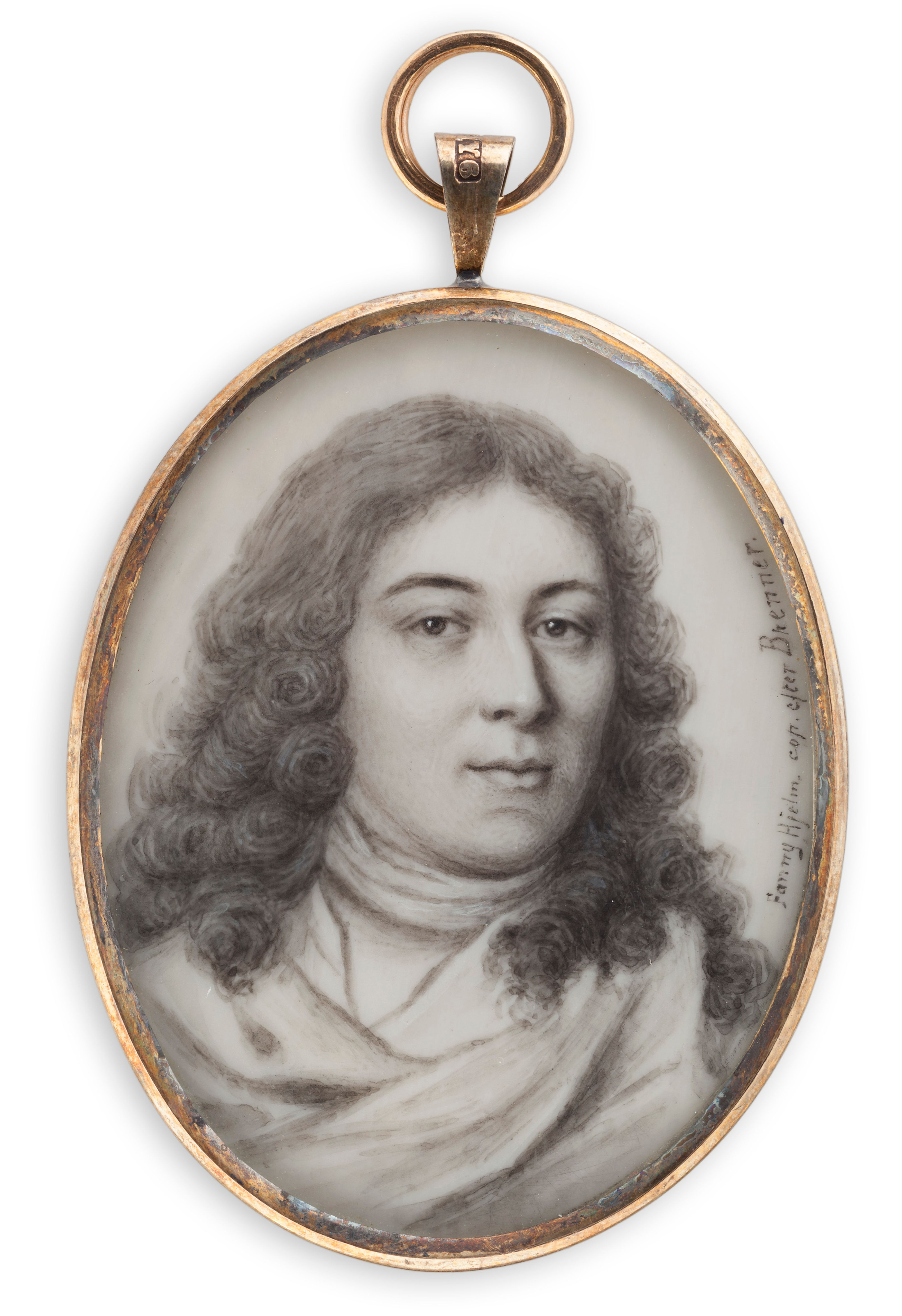
Elias Brenner på ett miniatyrporträtt, kopia efter ett självporträtt av Elias Brenner av Fanny Hjelm (1901). Finlands Nationalgalleri, Helsingfors.

Elias Brenner, född 18 april 1647 i Storkyro prästgård i Österbottens län, Finland, död 16 januari 1717 i Stockholm, var en svensk konstnär, numismatiker, heraldiker och fornforskare, gift med Sophia Elisabet Brenner.

## Biografi
Brenners föräldrar var kyrkoherden Isaacus Henrici Brennerus och Susanna Werenberg; han var deras sextonde barn av totalt tjugo. Den första skolgången genomgick han i Nykarleby och Björneborg. Han skrevs 1663 in vid Uppsala universitet som teolog, tydligen i syfte att bli präst. Åren 1668–1670 står han fortfarande kvar som teolog, men hade då även studerat antikvarisk kunskap för bl. a. Olaus Verelius,och kom sedermera att rita runinskriften på Verelius gravhäll på Uppsala kyrkogård. Än viktigare var den skytteanske professorn Johannes Schefferus för Brenners utveckling: han uppmuntrade Brenner att studera numismatik, men gav honom också instruktion i såväl målning som gravering och modellering.
Han var gift första gången 1676 med Ehrengerd Stamm och andra gången 1680 med Sophia Elisabet Weber, som han uppmuntrade i hennes författargärning. 1712 upphöjdes han i adlig värdighet. Tack vare sin framgång som konstnär var hans ekonomiska ställning stundom mycket god, även om den försämrades under stora nordiska kriget. Brenner ligger begravd i Riddarholmskyrkan.

### Familj
Brenner gift sig första gången 24 augusti 1676 med Erengert Stamm (1651–1679). Hon var dotter till hovbildhuggaren Johan Wendelstam och Heilvig Gottschlksdotter. De fick tillsammans barnen Susanna Elisabet Brenner (1677–1700) som var gift med bruksägaren Anders Gyllenhöök och Regina Brenner (1678–1728) som var gift med kyrkoherden Peter Johansson Hedengran i Vellinge församling.
Brenner gifte sig andra gången 25 oktober 1680 med Sofia Elisabet Weber (1659–1730). Hon var dotter till stenhuggaråldermannen Niklas Weber och Christina Spoor. De fick tillsammans barnen Sofia Brenner (1681–1755) som var gift med borgmästaren Carl Löfgréen i Norrtälje och häradshövdingen Daniel Eneroth, Juliana Brenner (1683–1688), löjtnanten Ludvig Brenner (1685–1753), Isak Brenner (1687–1689), Mårten Brenner (1688–1688), Elias Brenner (1689–1691), Maria Aurora Brenner (1691–1772) som var gift med assessorn Carl Ludvig von Schantz, Elias Brenner (1692–1693), Otto Brenner (1693–1696), Margareta Brenner (1695–1696), lagmannen Carl de Brenner (1696–1765) i Västmanlands och Kopparbergs läns lagsaga, Helena Brenner (1698–1698), Elias Brenner (1700–1705), Eleonora Brenner (född 1702) och en son som blev kammarskrivare.

## Ritare vid Antikvitetskollegium

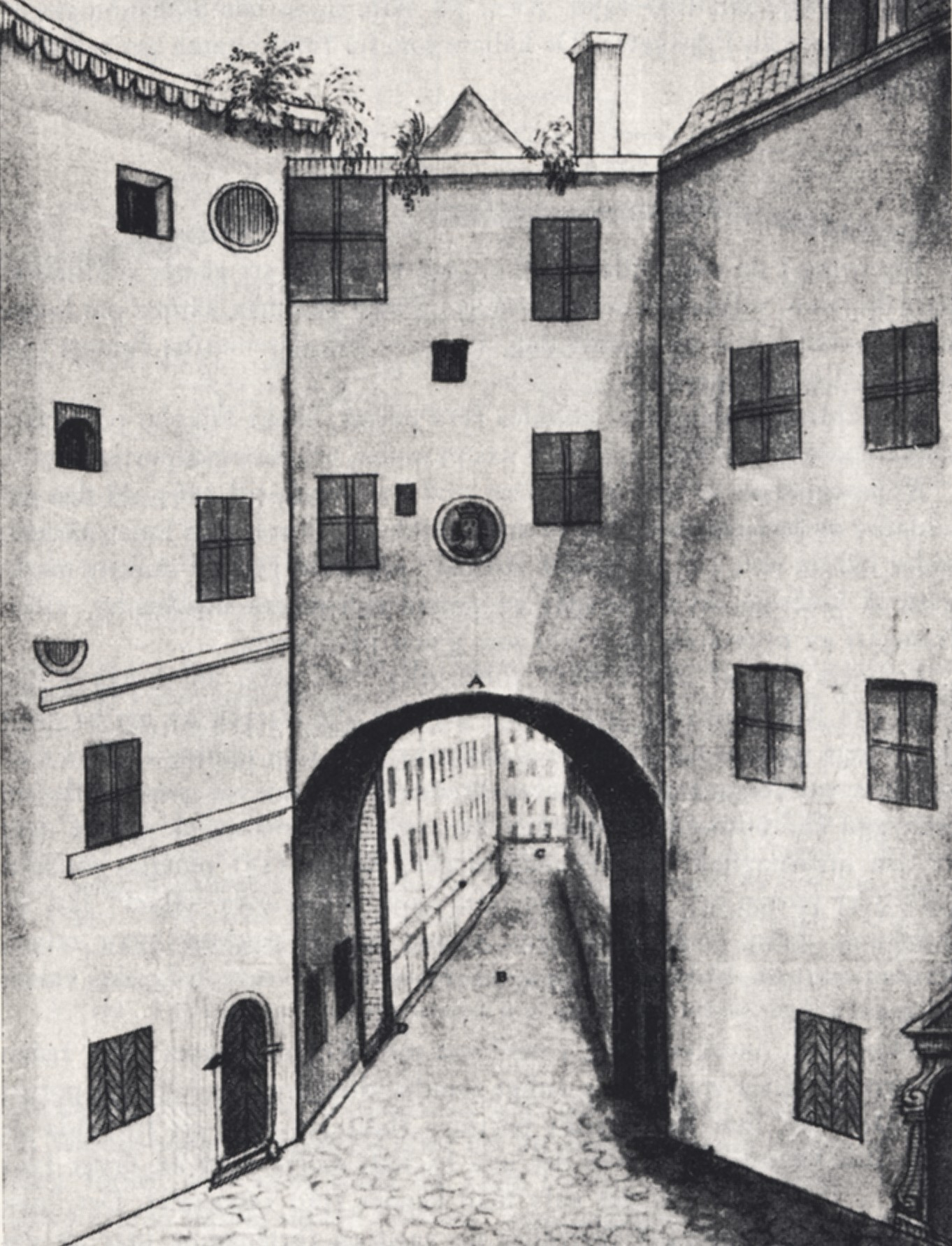
Köpmanporten i Stockholm 1685, av Elias Brenner.

År 1668 trädde Brenner i tjänst såsom ritare hos det kort förut inrättade Antikvitetskollegium, och blev kollegiets mest betydande tekniske medhjälpare under dess tidigaste år. Brenners första arbetsuppgift var avbildandet av minnesmärken i Uppsala, enligt uppgift närmast för att Schefferus ville ha illustrationer till en ny utgåva av sitt arbete om staden. Annars arbetade Brenner i huvudsak med kollegiets sekreterare Johan Hadorph, som var ledde de antikvariskt-topografiska undersökningar i rikets olika orter.
Brenner gjorde därmed flera resor i Sverige i tjänsten för att teckna fornlämningar och minnesmärken: 1669 till Öster- och Västergötland, 1670 åter Östergötland, 1671 och 1672 Finland; detta var första gången antikvariska undersökningar företogs i östra rikshalvan. Han avtecknade då bland annat ett flertal gravstenar i Åbo domkyrka som 1681 kom att förloras i en stor brand. Han fick även med sig flera manuskript, varibland en svensk översättning av Vita Anskarii. Under resan 1669 var han en av de tre som upptäckte Sparlösastenen.
1673 reste han tillsammans med Hadorph i följe med Karl XI på dennes utvidgade Eriksgata och besökte bland annat Köpenhamn; detta var Brenners enda utlandsbesök. Denna resa var menad att resultera i en bok som Hadorph och Brenner också påbörjade, men inte kunde avsluta.

## Konstnär

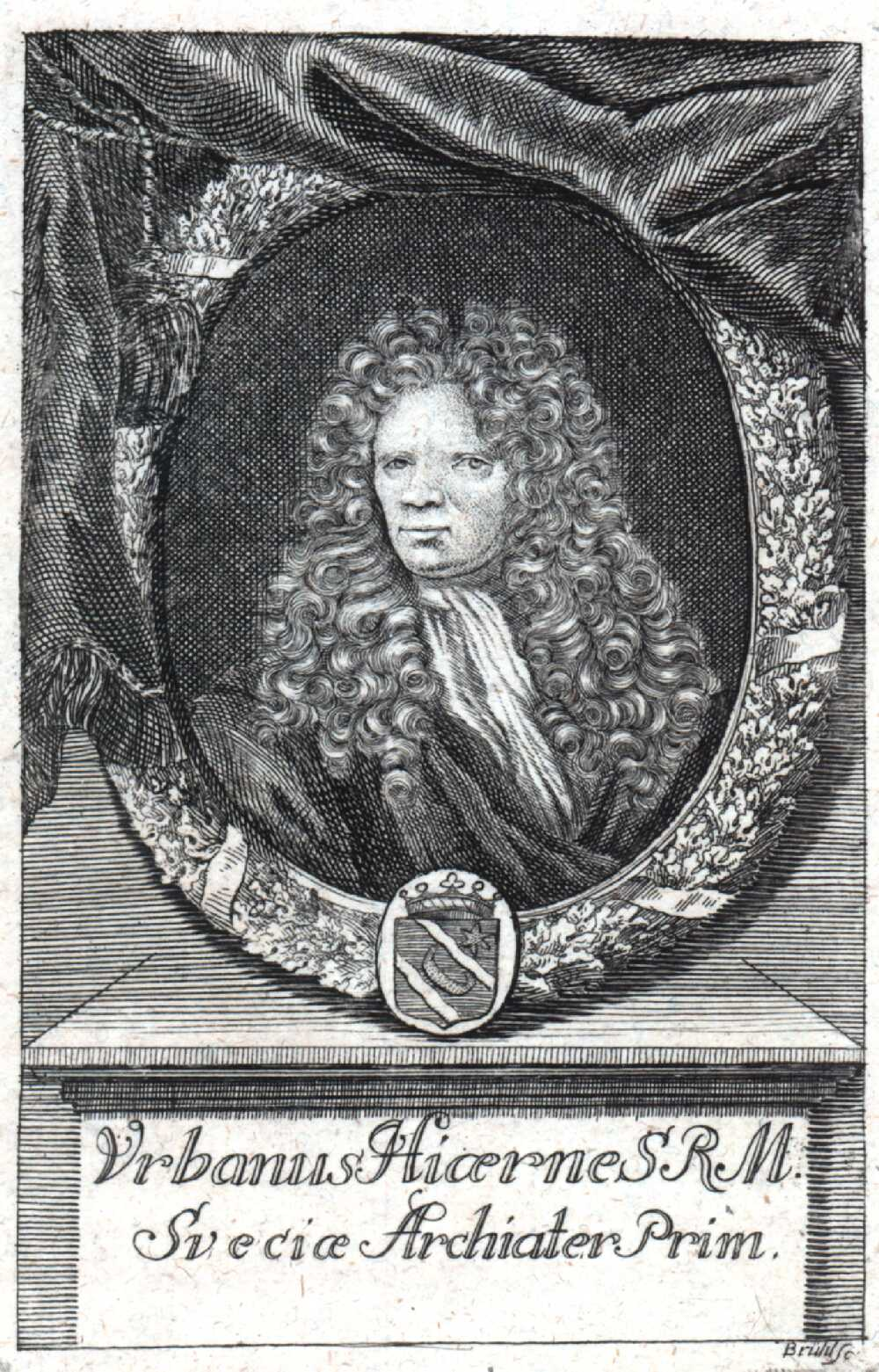
Urban Hjärne på ett kopparstick av Elias Brenner.

År 1672 tog han avsked från anställningen som tecknare för att ägna sig åt miniatyrmåleri och han var så talangfull att han 1677 utnämndes till miniatyrmålare vid hovet, även om han först 1684 kunde få fast lön. Samtidigt sysselsatte han sig med heraldik och myntkunskap. Av de vapensköldar, som pryder riddarhussalen, är omkring femhundra målade av Brenner. 
Brenner fortsatte att måla fram till sin död, och bland de bevarade porträtten över privatpersoner finns bland annat Simon Grundel-Helmfelts, Erik Dahlberghs, Urban Hjärnes och Nils Keders. Han målade även officiella porträtt, vilka dock oftast  användes som gåvor till utländska digniteter, och har därför förlorats ur sikte, men beställningarna är kända genom brev. Brenner signerade i allmänhet inte sina verk, och det är ofta svårt att skilja på hans stil och lärjungarnas (Lemoine, Tungelfelt m. fl.). Brenner utgav även 1680 »Nomenclatura», som behandlar miniatyrkonstens teknik.
Brenner var även verksam som kopparstickare, främst som porträttör och i samband med hans numismatiska forskning. Han har bland annat avbildat Karl XI, makan Sofia Elisabet Brenner, Urban Hjärne, Nils Gyldenstolpe och Hakvin Spegel.
Han fortsatte dessutom även efter att anställningen på Antikvitetskollegium att utföra vetenskapliga arbeten; förutom den ovan skildrade resan gjorde han 1685 en avbildning av den sista resten av Stockholms medeltida stadsmur. År 1708 fick han, efter Erik Dahlberghs död, uppgiften att övervaka slutförandet av  dennes Suecia antiqua et hodierna, och han bidrog själv till arbetet med teckningar från Finland. Brenner finns representerad vid bland annat Nationalmuseum i Stockholm och Göteborgs konstmuseum.

## Forskargärning

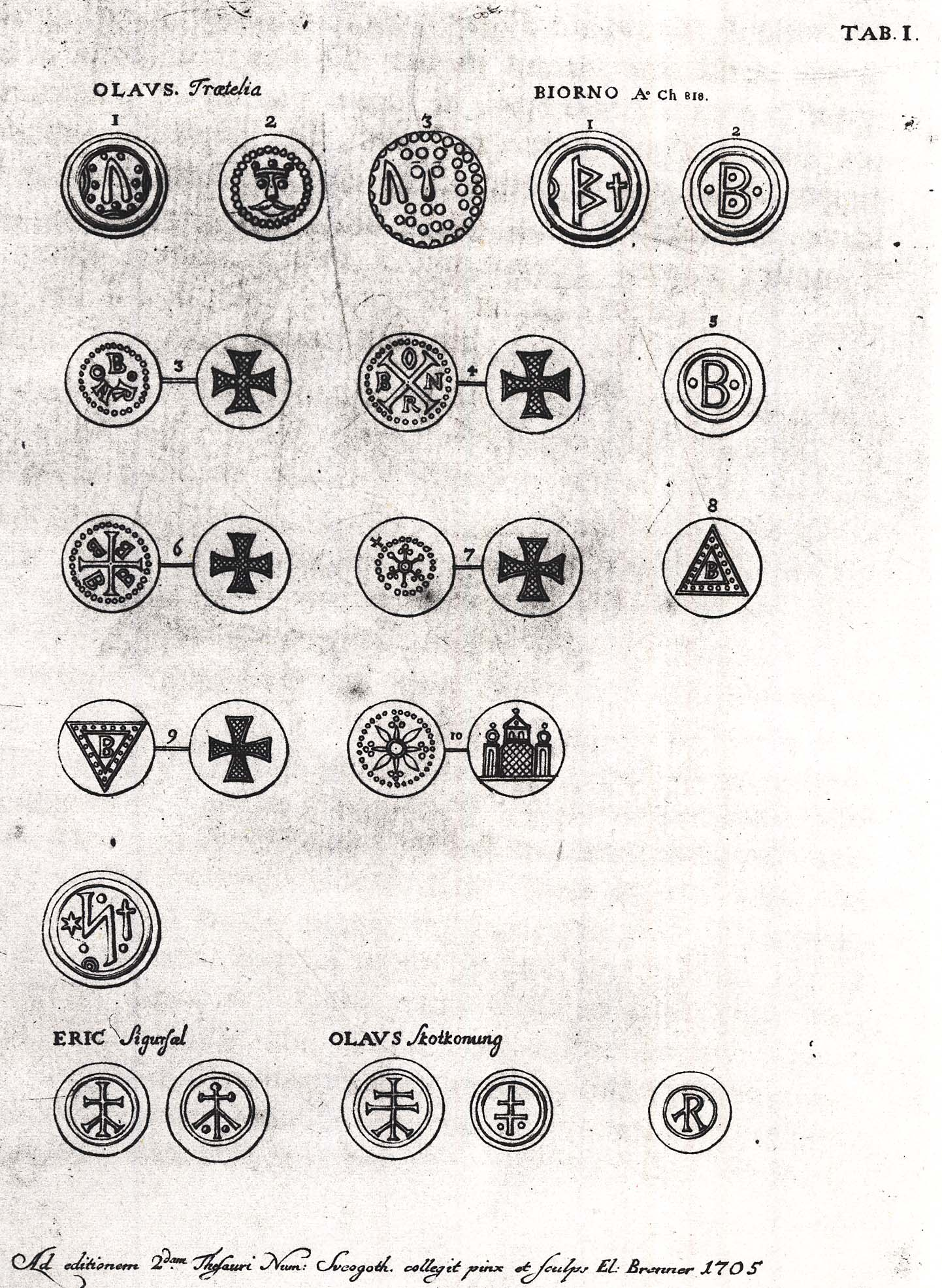
En sida med Brenners bilder av urgamla mynt i Thesaurus Nummorum Sueo-Gothoricorum 1731. Den ende av de angivna kungarna man vet har låtit slå mynt är Olof Skötkonung, men de här angivna mynten är inte slagna under hans regering.

Den vetenskapliga gärning som främst fortsatte att sysselsätta honom under åren som fri konstnär var dock den numismatiska. Martin Aschaneus hade tidigare gjort en insats på området, men Brenner hade en mer vetenskaplig inriktning. Han samlade själv mynten, ritade av dem och studerade dem samt graverade ofta själv bilderna av dem eller de förnämsta detaljerna (»prsecipua»). Hans avbildningar av ansikten är dock ibland förskönande med brister i exakthet. 
År 1691 trycktes hans stora verk om svenska mynt, Thesaurus nummorum Sveo-Gothicorum. Det verkar dock först året därpå i begränsad omfattning ha börjat spridas som gåvor till högt uppsatta personer och fackmän. Mottagandet blev mycket gott, boken omnämndes med beröm i utländsk press. Brenner utnämndes till extraordinarie till antikvitetsarkiv ombildade antikvitetskollegiet 1692, och fick ett årligt understöd av 600 dir smt för det arbetets "vidare utarbetande och fullkomnande". 
Året därpå utnämndes han till assessor i samma verk med lön på stat. Av understödet fick han emellertid endast en liten del, och under stora nordiska kriget utbetalades bara en del av lönen, men fortsatte likafullt sin forskargärning. En ny, kompletterad upplaga av Thesaurus, utgavs dock först fjorton år efter hans död av Nils Keder. Antalet avbildningar hade då ökat från 431 till 574, och det tillkommit historiker över myntsamlare och myntsamlingar i Sverige. Thesaurus har jämförts med Dahlberghs Suecia och Johan Peringskiölds Monumenta.
Brenner intresserade sig även för språkforskning, och var en av de första som påpekade att vissa finska ord är besläktade med ord i det forngermanska, ett uppslag som senare utreddes av den danske språkforskaren Vilhelm Thomsen. I ett brev till Erik Benzelius d.y. från 1716 har Brenner förtecknat omkring tjugo sådana ord. År 1706 gjorde han även en översättning av finska ordspråk, från en samling som 1702 kom ut i Åbo. Han utgav även en liten skrift med kända data för pestens härjningar i Sverige, vilken väl föranleddes av pesten i Stockholm 1710. Enligt Brenners uppgift hade denna 18 december samma år hade tagit 18 000 människors liv.